# Football Club Den Bosch
Maillots
Le FC Den Bosch est un club néerlandais de football basé à Bois-le-Duc.

## Historique
- 1965 - fondation du club

## Palmarès
- Championnat des Pays-Bas de deuxième division
  - Vainqueur : 1971, 1999, 2001, 2004

## Joueurs et personnalités du club

### Entraîneurs
Le tableau suivant présente la liste des entraîneurs du club depuis 1965.
| Rang | Nom           | Période   |
| ---- | ------------- | --------- |
| 1    | Ben Tap       | 1965-1970 |
| 2    | Jan Remmers   | 1970-1974 |
| 3    | Nol de Ruiter | 1974-1976 |
| 4    | Ad Zonderland | 1976-1978 |
| 5    | Rinus Gosens  | 1979-1980 |
| 6    | Ad Zonderland | 1980      |
| 7    | Hans Verèl    | 1981-1984 |
| 8    | Rinus Israël  | 1984-1986 |

| Rang | Nom                  | Période   |
| ---- | -------------------- | --------- |
| 9    | Theo de Jong         | 1986-1989 |
| 10   | Rinus Israël         | 1989-1990 |
| 11   | Hans van der Pluijm  | 1990-1995 |
| 12   | Chris Dekker         | 1995-1996 |
| 13   | Kees Zwamborn        | 1996-1998 |
| 14   | Martin Koopman       | 1998-2000 |
| 15   | Mark Wotte           | 2000      |
| 16   | Wetzel & v. Grinsven | 2000      |

| Rang | Nom                     | Période   |
| ---- | ----------------------- | --------- |
| 17   | Jan Poortvliet          | 2000      |
| 18   | Wiljan Vloet            | 2001-2002 |
| 19   | Gert Kruys              | 2002-2004 |
| 20   | Henk Wisman             | 2004-2005 |
| 21   | Grinsven, Hoorn & Horst | 2005      |
| 22   | Theo Bos                | 2005-2009 |
| 23   | Grinsven, Hoorn & Horst | 2009      |
| 24   | Marc Brys               | 2009-2010 |

| Rang | Nom                | Période        |
| ---- | ------------------ | -------------- |
| 25   | Alfons Groenendijk | 2010-2012      |
| 26   | Jan Poortvliet     | 2012-2013      |
| 27   | Ruud Kaiser        | 2013-2014      |
| 28   | René van Eck       | 2015-2016      |
| 29   | Wiljan Vloet       | 2016-2017      |
| 30   | Wil Boessen        | 2017-avr. 2019 |
| 31   | Erik van der Ven   | 2019-          |